# Gerhard Abraham Willem ter Pelkwijk

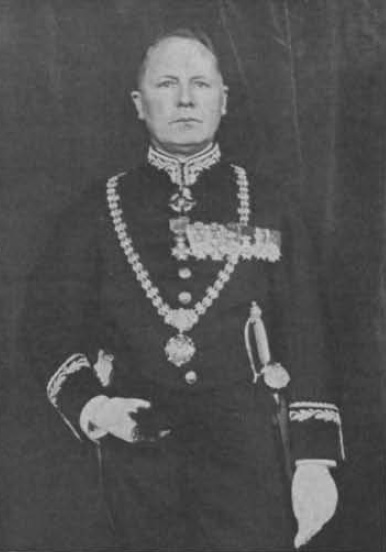
mr.dr. G.A.W. ter Pelkwijk in burgemeestersuniform (ca. 1938)

Gerard Abraham Willem ter Pelkwijk (Elst, 29 maart 1882 - Doorn, 8 september 1964) was een Nederlandse gemeenteambtenaar en burgemeester. Hij was getrouwd met Alida Johanna Jacoba Donath en had 3 zonen en 2 dochters.

## Ambtenaar
Na het gymnasium in Den Haag studeerde hij in rechtswetenschappen te Leiden. In dienst van de gemeente Den Haag doorliep hij verschillende functies en was hij o.a. nauw betrokken bij de huldiging van Koningin Wilhelmina op het Malieveld na de vergissing van Troelstra in 1918. In 1920 werd hij tot gemeentesecretaris benoemd.

## Burgemeester
In 1934 aanvaardde hij de benoeming tot burgemeester van Utrecht. In de crisisjaren gaf hij impulsen aan werkgelegenheid door het Rijk te bewegen medewerking te verlenen aan een groot aantal projecten zoals het ophogen van de spoorlijnen bij het Centraal Station en de bouw van Stadion Galgenwaard. Andere opvallende gebeurtenissen onder zijn burgemeesterschap zijn de aanleg van Renbaan Mereveld, de bouw van de Beatrixhal, de transformatie van tramlijnen naar buslijnen en de aanzet tot de bouw van de stadsschouwburg.

## Oorlogsjaren
Op 31 maart 1942 werd hij door de bezetter uit zijn functie ontheven en dook hij onder in Doorn, maar in 1945 keerde hij terug. Op het bordes van het stadhuis ontving hij onder luide toejuichingen de commandant van de bevrijdingstroepen. In de meidagen van 1940 en die van 1945 hield Ter Pelkwijk een dagboek bij. Dit is in 2023 gepubliceerd op de website Utrecht in oorlogstijd.
Tijdens en na zijn burgemeersterschap vervulde Ter Pelkwijk nog talloze maatschappelijke functies zoals curator bij de Rijksuniversiteit, voorzitter van het stads- en academisch ziekenhuis en bestuursvoorzitter van het revalidatiecentrum De Hoogstraat. In Utrecht is de Burgemeester Ter Pelkwijklaan naar hem genoemd.